# Цан, Иоганн Карл Вильгельм
Иоганн Карл Вильгельм Цан (21 августа 1800, Роденберг — 22 августа 1871, Берлин) — немецкий живописец и архитектор.

## Биография

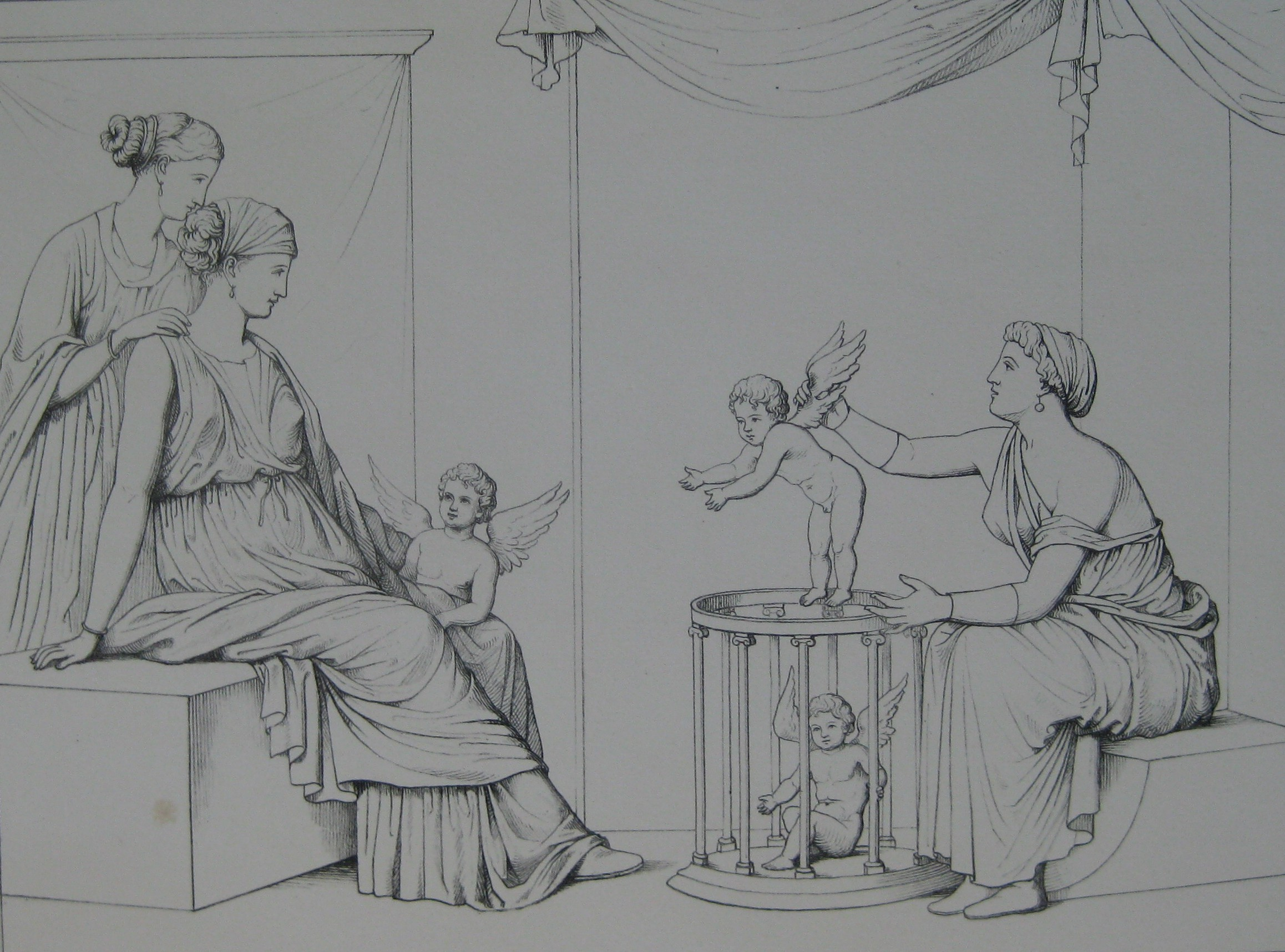
Продавец купидонов, раскрашенная фреска из Стабии близ Помпеи, ныне Неаполь, Музей Каподимонте, Литография из публикации Цана

В 1817—22 гг. посещал Кассельскую академию художеств, где в 1818 г. придумал усовершенствование литографирования несколькими красками и с того времени уже не переставал заниматься его улучшением. 
В 1823—1824 гг. совершенствовался в Париже в мастерских Гро, Шабильона и Бертена. Затем отправился в Италию, где предался изучению древностей Рима, Неаполя, Помпеи и Портичи. Плодом его первого пребывания в Италии стал изданный сборник под заглавием «Die neuentdeckten Wandgemälde von Pompeji». 
По возвращении в Кассель в 1828 г. Иоганн принял участие в работах по украшению гессенских великогерцогских дворцов и провёл некоторое время в Берлине, где издал главный свой труд: «Die schönsten Ornamente und merkwürdigsten Gemälde aus Pompeji, Herculanum und Stabiä». В работе с блестящим успехом были применены усовершенствованные приёмы хромолитографирования. Это издание принесло ему титул профессора Берлинской академии художеств. 
Вновь отправившись в 1830 г. в Италию, он провёл там около 10 лет, преимущественно в Неаполе, Помпее, Калабрии и Сицилии. По возвращении в Берлин издал вторую серию срисованных им памятников декоративного искусства Помпеи. Почти одновременно с этой серией вышло в свет его сочинение «Auserlesene Verzierungen aus dem Gesammtgebiet der bildenden Kunst». 
В 1859—63 гг. он дополнил свою первую серию помпейских рисунков вторым сборником. 

## Оценка деятельности
Деятельность этого художника-учёного обогатила многими новыми данными имевшиеся до него сведения об античном искусстве и в значительной степени способствовала успехам архитектуры и орнаментистики его времени. Не ограничиваясь древним миром, он распространил свои исследования также на средние века и на итальянскую эпоху Возрождения. Результатом этих исследований стало его капитальное сочинение «Ornamente aller klassischen Kunstepochen».

## Источник
- Цан, Иоганн-Карл-Вильгельм // Энциклопедический словарь Брокгауза и Ефрона : в 86 т. (82 т. и 4 доп.). — СПб., 1890—1907.